# Let's Talk About Love World Tour
El Let's Talk About Love World Tour fue la octava gira de conciertos de la cantante canadiense Céline Dion. La gira visitó América del Norte, Asia y Europa; y apoyó el quinto álbum de estudio en Inglés de Dion Let's Talk About Love (el cual contiene la canción "My Heart Will Go On", tema principal de la película Titanic) y su undécimo álbum de estudio en francés: S'il suffisait d'aimer. Esta gira marcó la última gira mundial de Dion hasta su Taking Chances World Tour en 2008-2009.
Fue inicialmente planeada para 1998, pero el éxito de la gira continuó hasta 1999. En 1998, la gira obtuvo casi $30 millones de dólares en sus conciertos solo en América del Norte. También fue nominada para "Gran gira del año" y "Producción escénica más creativa" en los Pollstar Industry Awards. En general, la gira recaudó aproximadamente $91.2 millones de dólares en 69 shows reportados.

## Antecedentes
Durante una conferencia de prensa después de haber ganado en la 25ª entrega de los American Music Awards Dion declaró que le gustaría comenzar a viajar durante el verano de 1998. Después de la aparición del premio, la cantante actuó en el Crown Showroom en Melbourne y el Blaisdell Arena en Honolulu con una lista similar a la de la gira Falling Into You: Around the World, pero que también incluía "The Reason" y "My Heart Will Go On". La gira se anunció oficialmente en febrero de 1998. Originalmente fue llamada Celine Dion: en la gira de 1998. La gira comenzaría en agosto en Boston, ésta sería la tercera vez que Dion inicia una gira en la ciudad. Ella dice que es la ciudad estadounidense más cercana a Montreal y lo considera un "amuleto de la suerte".
La gira fue patrocinada por Procter & Gamble (Canadá), Avon (Europa) y Ericsson (Estados Unidos). La compañía de telecomunicaciones inició una campaña agresiva con Dion. Se mostraron comerciales en todo Estados Unidos y Canadá que mostraban a los asistentes al concierto usando sus teléfonos celulares como encendedores durante la presentación de Dion. Los que compraron un teléfono Ericsson recibieron un video especial de la gira detrás de escena titulado "Celine Dion: In Her Own Words". La gira se enfrentó temprano con controversia ya que la actuación del cantante en el Madison Square Garden fue objeto de una estafa de entradas. Durante la gira, Dion inauguró el BB&T Center en Sunrise, Florida. Al concierto asistieron casi 20,000 espectadores y las entradas se agotaron en sólo 2 dos horas.

Dion comentó además que la lista de canciones de la gira contendría canciones de su álbum actual, sus éxitos y algunas selecciones francesas. Ella dijo:
"Definitivamente voy a cantar las nuevas canciones y algunas francesas, y definitivamente las favoritas de la gente. Desafortunadamente no puedo cantarlas todas, porque tengo que hacer un espectáculo de dos horas. Me llevaría mucho tiempo cantar todas mis canciones. Espero que hayamos elegido las más adecuadas para que la gente las disfrute."
Durante el transcurso de la gira, Dion lanzó un álbum en francés titulado, S'il suffisait d'aimer y un álbum de Navidad llamado, These Are Special Times. En noviembre de 1998, Dion tuvo su primer especial de CBS promocionando el álbum. Presentaba a Rosie O'Donnell interpretando "¿Oyes lo que oigo?" con Dion. El programa recibió dos nominaciones a los premios Emmy. La cantante terminó el año con una presentación en los Billboard Music Award, Top of the Pops y una aparición en Touched by an Angel.
A medida que la gira continuó en 1999, Dion se presentó en Hong Kong, Japón y una salida adicional para América del Norte. Durante este tiempo, el esposo de Dion, René Angélil, fue diagnosticado con cáncer de piel. Esto obligó al cantante a posponer las fechas restantes en los Estados Unidos y toda la etapa europea. Dion reanudó la gira a mediados de junio y agradeció a los fanáticos por su apoyo durante el período difícil. Después de su gira por Europa, el equipo de Dion anunció que la cantante ofrecería un concierto especial de Nochevieja en Montreal. Apodado "The Millennium Concert", el espectáculo presentó una nueva lista de canciones y apariciones especiales de destacados cantantes canadienses. Al mismo tiempo, David Foster comenzó las negociaciones para que Dion, Barbra Streisand, Whitney Houston y Andrea Bocelli realizaran una mini gira titulada "Tres Divas y un Tenor". La gira nunca llegó a buen término.
En octubre, Dion inauguró el nuevo Pepsi Center en Denver, reemplazando el McNichols Sports Arena. Dion dedicó el concierto a las víctimas y sobrevivientes de la masacre de la escuela secundaria Columbine. Todos los ingresos del programa fueron donados a la Organización de Asistencia a las víctimas de Colorado. La cantante se unió en el escenario por el Colorado Children's Chorale para interpretar "Let's Talk About Love" y "Friend of Mine Columbine", una canción conmemorativa escrita por Stephen Cohen y Jonathan Cohen. La cantante declaró que sería su última gira, ya que quería centrarse en convertirse en madre. Más tarde, Dion lanzó su primer álbum de grandes éxitos en inglés, All the Way... A Decade of Song. El álbum fue promovido por el segundo especial de CBS de Dion, que tuvo lugar en Radio City Music Hall. El especial presentó a Dion interpretando sus clásicos junto con nuevas canciones en el álbum. El espectáculo contó con duetos con 'N Sync y Gloria Estefan. Después de su descanso, Dion comenzó su primer espectáculo de residencia en el Coliseo del Caesars Palace de 2003 a 2007, llamado A New Day.... La gira sirvió como la última gira de conciertos de Dion hasta 2008 para el Taking Chances Wolrd Tour.

## Repertorio
| Anglófono |
| --- |
| 1. "Let's Talk About Love" 2. "Declaration of Love" 3. "Because You Loved Me" 4. "The Reason" 5. "It's All Coming Back to Me Now" 6. "To Love You More" 7. "Treat Her Like a Lady" 8. "Tell Him" 9. "S'il suffisait d'aimer" 10. "Love Is On the Way" 11. "All by Myself" 12. Medley: 1. "The First Time Ever I Saw Your Face" 2. "Because" 3. "Tears in Heaven" 4. "All the Way" 13. "Love Can Move Mountains" 14. "Stayin' Alive" 15. "You Should Be Dancing" (Interludio de baile) 16. "Immortality" Encore 1. "My Heart Will Go On" |

| Francófono |
| --- |
| 1. "Let's Talk About Love" 2. "Dans un autre monde" 3. "Je sais pas" 4. "The Reason" 5. "Je crois toi" 6. "To Love You More" 7. "Treat Her Like a Lady" 8. "Terre" 9. "Tell Him" 10. "J'irai où tu iras" 11. "S'il suffisait d'aimer" 12. "On ne change pas" 13. "I'm Your Angel" (con el corista Barnev Valsaint) 14. "The Power of Love" 15. Medley: 1. "Ce n'était qu'un rêve" 2. "D'amour ou d'amitié" 3. "Mon ami m'a quittée" 4. "L'amour existe encore" 5. "Un garçon pas comme les autres (Ziggy)" 16. "Love Can Move Mountains" 17. "Stayin' Alive" 18. "You Should Be Dancing" (Interludio de baile) 19. "Pour que tu m'aimes encore" Encore 1. "My Heart Will Go On" |

| Concierto del Milenio |
| --- |
| 1. "My Heart Will Go On" 2. "Destin" 3. "All the Way" 4. "The First Time Ever I Saw Your Face" 5. Medley: 1. "Ce n'était qu'un rêve" 2. "D'amour ou d'amitié" 3. "Mon ami m'a quittée" 4. "Une colombe" 5. "Un garçon pas comme les autres (Ziggy)" 6. "That's the Way It Is" 7. "I'm Your Angel" (a dueto con Garou) 8. "When I Fall in Love" (dueto con Daniel Lavoie) 9. "J'irai où tu iras" (dueto con Luck Mervil) 10. "Le blues du businessman" (dueto con Bruno Pelletier) 11. "Regarde-moi" 12. "L'amour existe encore" 13. "Summer of '69" (Bryan Adams solo) 14. "It's Only Love" (dueto con Bryan Adams) 15. "When You're Gone" (dueto con Bryan Adams) 16. "(Everything I Do) I Do It for You" (dueto con Bryan Adams) 17. "Live (for the One I Love)" 18. "Des mots qui sonnent" 19. "Unison" (con la participación de Stéphane Rousseau) 20. "Incognito" 21. "Love Can Move Mountains" 22. "Pour que tu m'aimes encore" 23. "S'il suffisait d'aimer" 24. "All by Myself" 25. "Ce n'était qu'un rêve" |